# Gare d’Alençon
Gare d’Alençon – stacja kolejowa w Alençon, w departamencie Orne, w regionie Normandia, we Francji.
Została otwarta w 1856 przez Compagnie des chemins de fer de l'Ouest. Dziś jest stacją Société nationale des chemins de fer français (SNCF), obsługiwaną przez pociągi Intercités, TER Basse-Normandie i TER Pays de la Loire.